# Chorprojekt Shosholoza
Das Chorprojekt Shosholoza e. V. stammte aus dem Raum Oldenburg/Bremen. Es sang Lieder der schwarzen südafrikanischen Völker in ihren jeweiligen Landessprachen. Mit dem erwirtschafteten Geld und moralischem Beistand wurde die schwarze südafrikanische Bevölkerung unterstützt. Zuerst war dies im Wesentlichen die friedliche Anti-Apartheid-Bewegung. Später wurden Projekte, die sich durch Musik und Theater für die Aussöhnung zwischen Schwarz und Weiß, zur Kriminalitätsprävention und zur Aufklärung über HIV/AIDS engagieren, unterstützt.

## Geschichte
Durch drei Reisen nach Südafrika (1997, 2002, 2008) wurde ein enger Kontakt zu den Projekten hergestellt, der unter anderem die sinnvolle Verwendung der Mittel und einen starken interkulturellen Austausch gewährleistete. Außerdem konnte so das Singen verbessert und neue Lieder einstudiert werden.
Im Jahr 1996 wurde der Chor zur musikalischen Begleitung des ersten Staatsbesuches von Nelson Mandela in der Bundesrepublik Deutschland eingeladen. Mandela sang und tanzte spontan mit.
Der Chor trat in mehreren europäischen Ländern auf. Bei einem Auftritt auf dem 32. Evangelischen Kirchentag in Bremen sang und tanzte der Chor beim Abend der Begegnung auf der Hauptbühne des Bremer Marktplatzes.
Im November 2018 gab der Chor sein Abschiedskonzert in der Johannes-Kirche in Oldenburg-Kreyenbrück.

## Diskographie
- Amandla (1993) – Mitschnitt eines gemeinsamen Konzerts mit CASA-Koor aus Amsterdam
- Hambani (2000) – Mitschnitte eines gemeinsamen Konzerts mit dem Auricher Chor Neue Töne
- Sesifikile? – Sind wir schon angekommen? (2002) – Shosholoza singt Lieder aus Südafrika
- SHOSHOLOZA Benefiz-Konzert (2002) – Live-Mitschnitt, limitierte Auflage
- Silalela/Hört uns zu – Lieder aus Südafrika (2010)

## Unterstützte Projekte
- Bayede Music Group aus Bekhuzulu/Vryheid in KwaZulaNatal (ab 2002)
- Victory Sonqoba Theatre Company in Soweto, Newcastle und Umlazi/Durban
- Siyakhula Community Music Centre in Umlazi/Durban